# Brycinus tholloni
Brycinus tholloni е вид лъчеперка от семейство Alestidae. Видът не е застрашен от изчезване.

## Разпространение
Разпространен е в Габон и Република Конго.

## Описание
На дължина достигат до 53 cm.